# 1217

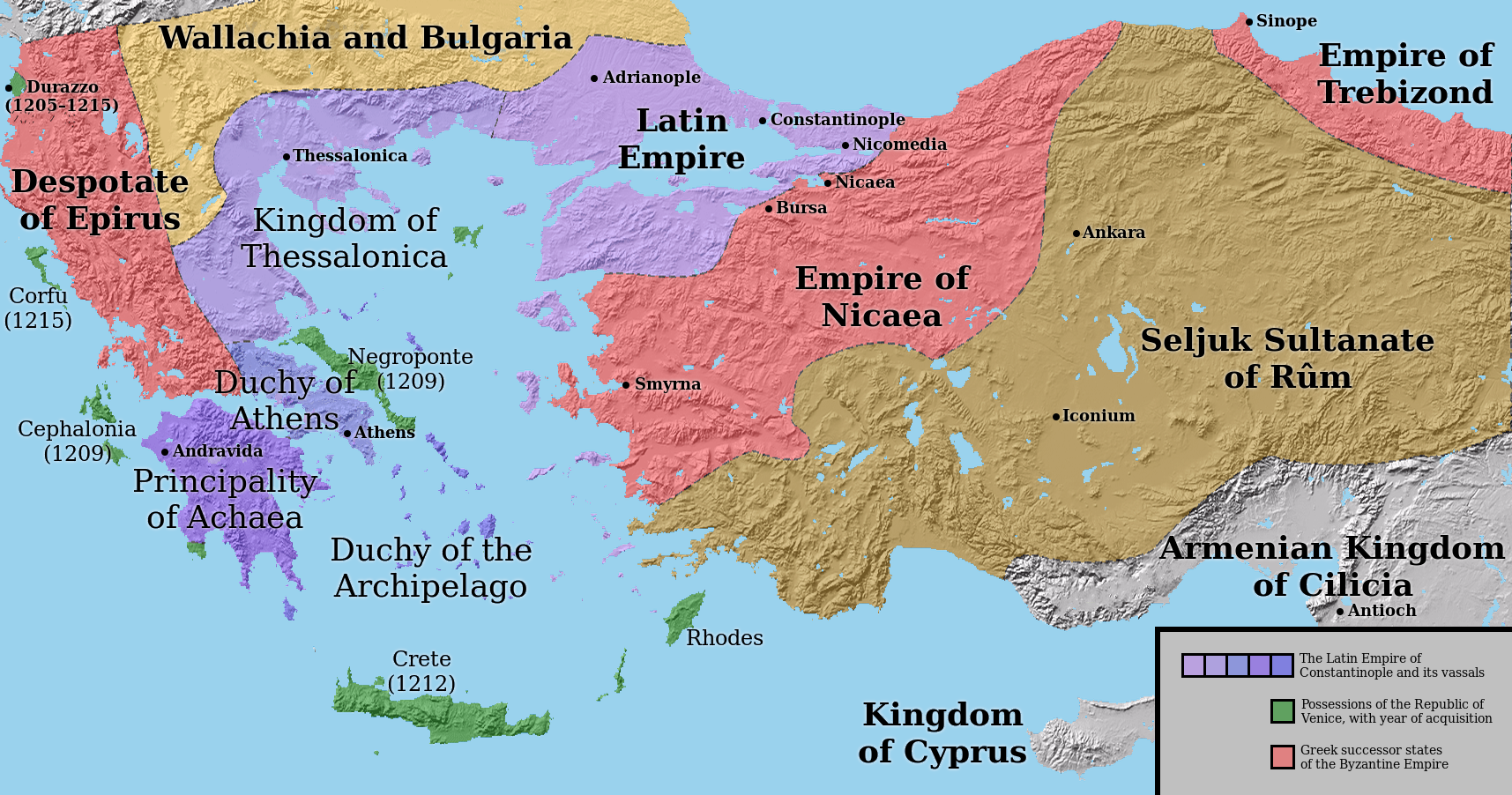
Het Latijnse Keizerrijk en zijn buren

Het jaar 1217 is het 17e jaar in de 13e eeuw volgens de christelijke jaartelling.

## Gebeurtenissen
april
- 28 - Middelburg verkrijgt stadsrechten

mei
- 29 - Ruim 300 schepen onder Willem I van Holland vertrekken vanuit Nederland voor de Vijfde kruistocht.

juli
- 30 - Willem trekt voor Alfons II van Portugal op tegen Lissabon.

augustus
- 4 - Bij het verschepen van Franse manschappen over Het Kanaal voor de Slag bij Sandwich, stuit Eustace de Monnik op Engelse zeevaarders, die bezit nemen van zijn schip en hem onthoofden.
- augustus - Andreas II van Hongarije komt met een deel van zijn leger aan in Akko.

september
- september - Leopold VI van Oostenrijk en zijn leger bereiken Akko.
- 11 - Verdrag van Lambeth (1217): Einde van de Eerste Baronnenoorlog. Lodewijk van Frankrijk geeft zijn aanspraken op Engeland en de Kanaaleilanden op.

oktober
- 21 - De Hollandse graaf Willem I en de kruisvaarders veroveren fort Al-Qasr. Hoewel er vrije aftocht is beloofd, worden de Moorse verdedigers afgeslacht. Willem vraagt van de plicht tot kruistocht ontheven te worden, en in plaats daarvan in Portugal de Moren te blijven bevechten, maar de paus weigert.

december
- december - De kruisvaarders slaan het beleg op voor de berg Tabor, maar heffen het beleg korte tijd later weer op.

zonder datum
- Nederlandse kruisvaarders die zich hebben afgescheiden van Willems leger plunderen en verwoesten Hairin en Cádiz.
- Na de dood van tegenkoning Filippus Simonsson wordt Haakon IV ook door de meeste Bagli-aanhangers als koning erkend, waarmee een lange periode van burgeroorlog tussen verschillende troonpretendenten in Noorwegen tot een einde komt.
- Raymond VI van Toulouse herovert Toulouse op de kruisvaarders van de Albigenzenkruistocht.
- De Genuezen veroveren Bonifacio en stichten een handelskolonie.
- Stefan Nemanjić, grootžupan van Servië, ontvangt van paus Honorius III de koningstitel.
- Het Koninkrijk Champa en het Khmer-rijk worden bondgenoten in de strijd tegen Vietnam, een gezamenlijke strijdmacht overwint een Vietnamees invasieleger. De Khmers geven hierop tijdelijk de Mekongdelta terug aan Champa.
- Kloosterstichting: Vézelay
- Oudst bekende vermelding: Cattenbroek, Veessen (vermoedelijk)

## Opvolging
- Castilië - Hendrik I opgevolgd door zijn neef Ferdinand III
- Latijnse keizerrijk (kroning door paus Honorius III, 9 april) - Yolande van Henegouwen en haar echtgenoot Peter II van Courtenay in opvolging van haar broer Hendrik van Vlaanderen
- Noorwegen - Inge II opgevolgd door Haakon IV
- Perche - Thomas opgevolgd door zijn oom Willem, bisschop van Châlons
- Thüringen - Herman I opgevolgd door zijn zoon Lodewijk IV
- Vendôme - Jan III opgevolgd door zijn neef Jan IV

## Geboren
- Hendrik I, koning van Cyprus (1235-1253)
- Hendrik van Gent, Vlaams-Frans theoloog en filosoof (jaartal bij benadering)
- Hulagu, eerste kan van het Il-kanaat (1256-1265) (jaartal bij benadering)
- Jan I, hertog van Bretagne (1237-1286) (jaartal bij benadering)

## Overleden
- 23 april - Inge II, koning van Noorwegen (1204-1217)
- 25 april - Herman I, landgraaf van Thüringen
- 20 mei - Thomas (~22), graaf van Perche
- 6 juni - Hendrik I (13), koning van Castilië (1214-1217)
- 24 augustus - Eustaas de Monnik, Frans piraat
- 21 september - Kaupo, leider van de Lijven (koning van Lijfland)
- 14 oktober - Isabella van Gloucester, echtgenote van Jan zonder Land
- Filippus Simonsson, bagli-tegenkoning van Noorwegen
- Jan III, graaf van Vendôme
- ibn Jubayr (72), Andalusisch reiziger en schrijver
- Robert I, graaf van Alençon